# ꟴ
Cette page contient des caractères spéciaux ou non latins. S’ils s’affichent mal (▯, ?, etc.), consultez la page d’aide Unicode.
ꟴ, appelée q majuscule en exposant, q majuscule supérieur ou lettre modificative majuscule q, est un symbole phonétique. Il est formé de la lettre majuscule latine Q ‹ Q › mise en exposant.

## Utilisation
En chatino, le q majuscule en exposant est utilisé pour représenter un ton.

## Représentations informatiques
La lettre modificative majuscule q peut être représentée avec les caractères Unicode suivants (Latin étendu – supplément phonétique) :
| formes       | représentations | chaînes de caractères | points de code | descriptions                    |
| ------------ | --------------- | --------------------- | -------------- | ------------------------------- |
| modificative | ꟴ               | ꟴ                     | U+A7F4         | lettre modificative majuscule q |